# Ausführungsplanung
Die Ausführungsplanung ist in den Leistungsbildern der Objekt- und Fachplanung nach der Honorarordnung für Architekten und Ingenieure die 5. von 9 Leistungsphasen. Ihr folgt die Vorbereitung der Vergabe.

## Begriff
Im Blatt 1 der VDI 4700 wird die Ausführungsplanung als fünfte Leistungsphase des Leistungsbild Gebäude und Innenräume der HOAI definiert. In insgesamt vier Anmerkungen werden die Inhalte der Planung und ihre Bedeutung für den weiteren Planungsverlauf erläutert. Eine auf den Punkt gebrachte Definition liefert auch das Blatt 1 der VDI 6026.

## Inhalt der Planung
Die Ausführungsplanung beinhaltet die Weiterentwicklung des genehmigten Entwurfs unter ausführungstechnischen Aspekten. Als Grundlage für eine ausführungsreife Lösung müssen alle Berechnungen und Dimensionierungen durchgeführt werden. Zur nachvollziehbaren Darstellung der Ergebnisse bieten sich tabellarische Übersichten an. Beispiele hierfür sind Türlisten, um alle erforderlichen Kenndaten der Türen zu beschreiben oder Ventillisten im Bereich der Sanitär- und Heizungsplanung, zur Koordination der Kenndaten mit dem Gewerk Gebäudeautomation. Es sind eindeutige Beschreibungen aller Anlagenbauteile und anderer Einrichtungen zu erstellen. Hierzu sind alle relevanten Baustoffe, Materialien, Leistungswerte, Kenndaten und gegebenenfalls auch geforderte Hersteller zu benennen. Schwerpunkt der Ausführungsplanung ist die Erstellung von Ausführungsplänen in meist größerem Maßstab als in der Entwurfsplanung (Grundrisse und Schnitte im M 1:50, Details von M 1:20 bis M 1:1). Ziel der Ausführungsplanung ist die Erstellung von einem Plansatz, der alle für die Bauausführung notwendigen Informationen enthält. Auch die Koordinierung der Gewerke untereinander ist zu berücksichtigen. Hierzu sind zeichnerisch Ein- und Ausfädelungen von Leitungen und Leitungstrassen und deren Querungen soweit notwendig durch Schnitte oder Ausschnittsvergrößerungen der Pläne darzustellen.
Die Ausführungspläne enthalten alle Angaben, die zur Erstellung oder zum Umbau des Bauwerks erforderlich sind. Dies sind zum Beispiel Maße, Materialangaben, Angaben zur Qualität und Beschaffenheit, Toleranzen und Verarbeitungshinweise. Bestandteil der Ausführungsplanung können auch schriftliche Anweisungen in Tabellenform sein. Eine Stückliste wird nicht erstellt. Die Ausführungsplanung ist Voraussetzung für die Mengenermittlung (umgangssprachlich: Massenermittlung) und dient damit zur Vorbereitung der nachfolgenden Leistungsphase. Bei der Abrechnung der Bauleistung können die Ausführungspläne als Abrechnungspläne (Aufmaßpläne) zum Aufmaß und der damit verbundenen Mengenermittlung verwendet werden. Planungsfehler führen zu einer Haftung des Planers.
Neben der Anfertigung von Plänen muss zum Beispiel im Leistungsbild Gebäude und Innenräume nach HOAI auch eine Fortschreibung des Terminplans in der Phase der Ausführungsplanung erfolgen. Des Weiteren erfolgte nach der Beauftragung von den ausführenden Unternehmen ein Überprüfen erforderlicher Montagepläne der vom Objektplaner geplanten Baukonstruktionen und baukonstruktiven Einbauten auf Übereinstimmung mit der Ausführungsplanung sowie ein Fortschreiben der Ausführungsplanung auf Grund der gewerkeorientierten Bearbeitung während der Objektausführung.

## Planungsprozess
Im Rahmen der Ausführungsplanung wird die vorangegangene Entwurfsplanung (LP 3) bzw. Genehmigungsplanung (LP 4) soweit durchgearbeitet, dass das Bauvorhaben realisiert werden kann. Während des Planungsprozesses findet meist ein intensiver Austausch unter allen Planungsbeteiligten sowie mit externen Fachleuten wie Sachverständigen, Produktherstellern und eventuell auch ausführenden Unternehmen statt, um Detailfragen zu klären. 
Wenn die Ausführungsplanung durch Objekt- und Fachplaner, also Architekten (Leistungsbild: Gebäude und Innenräume nach § 34) oder Bauingenieure (Leistungsbilder: Ingenieurbauwerke nach § 43, Verkehrsanlagen nach § 47 oder Freianlagen nach § 39), Tragwerksplaner  und TGA-Fachingenieure (Leistungsbild: Tragwerksplanung nach § 51 und Technische Ausrüstung nach § 55) erstellt wird, sind die Grundleistungen nach deutschem Recht durch die in der HOAI genannten Sätze zu vergüten. 
Beim Schlüsselfertigbau wird meistens der Totalunternehmer oder Totalübernehmer (auch oft als Generalunternehmer bezeichnet) mit der Ausführungsplanung beauftragt, der diese dann teilweise selbst erstellt oder wiederum durch Fachingenieure erstellen lässt. Bei Gewerken, die in stationären Betrieben eine Vorfertigung durchführen, folgt in der Regel nach der Ausführungsplanung eine Werkstattplanung oder Montageplanung. Ein typisches Beispiel hierfür stellt der Stahlbau dar.